# 索基爾 (加利奇區)
49°5′42″N 24°38′3″E / 49.09500°N 24.63417°E
索基爾（烏克蘭語：Сокіл），是烏克蘭西部的村莊，隸屬伊萬諾-弗蘭科夫斯克州的伊萬諾-弗蘭科夫斯克區。該村面積1.54平方公里，2001年人口244，人口密度每平方公里158.7人。